# Corona 67
Corona 67 – amerykański satelita rozpoznawczy. Był dwudziestym trzecim statkiem serii Keyhole-4 ARGON tajnego programu CORONA. Jego zadaniem było wykonanie wywiadowczych zdjęć Ziemi. Wówczas najbardziej udana misja tej serii.

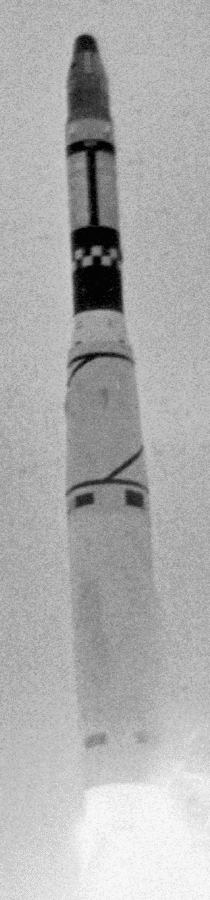
Start rakiety Thor Agena D z satelitą Corona 67 na pokładzie

Udane misje serii KH-4 wykonały łącznie 101 743 zdjęcia na prawie 72 917 metrach taśmy filmowej.